# Cherish (песня Мадонны)
«Cherish» — песня Мадонны из её четвёртого альбома Like a Prayer. Песня была выпущена третьим синглом с альбома. Песня присутствует на сборниках лучших хитов The Immaculate Collection и Celebration. Вживую песня исполнялась только во время турне Blond Ambition World Tour, где Мадонна изображала игру на арфе, а танцоры были одеты как русалки. Сингл включает в себя неизданную ранее песню «Supernatural».

## Музыкальное видео
Чёрно-белый клип был снят Хербом Ритцем на пляже в Малибу. Мадонна также использовала этот пляж для съёмок клипа «The Power of Good-Bye».
Одна из причин того, что клип был снят чёрно-белым, потому что вода была очень холодной, и лицо Мадонны, и без того бледное, стало ещё бледнее.
- Режиссёр: Херб Ритц
- Продюсер: Шарон Орек
- Оператор-постановщик: Херб Ритц
- Компания-производитель: O Pictures

## Список композиций
- Кассета

1. «Cherish» (7" версия) — 4:03
2. «Supernatural» — 5:12

- США / Канада 7" винил-сингл[1] and[2]

1. «Cherish» (7" версия) — 4:03
2. «Supernatural» — 5:12

- США / Канада Промо 7" винил-сингл[3] and[4]

1. «Cherish» (Fade) — 4:03
2. «Cherish» (LP версия) — 5:03 (Би-сайд в американском издании)
3. «Supernatural» — 5:12 (Би-сайд в канадском издании)

- Великобритания 7" винил-сингл

1. «Cherish» — 5:03
2. «Supernatural» — 5:12

- 12" винил-сингл

1. «Cherish» (расширенная версия) — 6:18
2. «Cherish» (7" версия) — 4:03
3. «Supernatural» — 5:12

## Официальные версии
- Альбомная версия (5:03)
- 7" версия (4:03)
- Расширенная версия (6:18)
- The Immaculate Collection версия (3:49)
- Celebration версия (3:49)
- Видеоверсия (4:33)

## Чарт
| Чарт (1989)                                   | Наивысшая позиция |
| --------------------------------------------- | ----------------- |
| Австралийский ARIA Singles Chart              | 4                 |
| Austrian Singles Chart                        | 16                |
| Бельгийский Фламандский VRT Top 30            | 7                 |
| Canadian Singles Chart                        | 1                 |
| Dutch Top 40                                  | 15                |
| Eurochart Hot 100 Singles                     | 3                 |
| Французский SNEP Singles Chart                | 15                |
| German Singles Chart                          | 16                |
| Irish Singles Chart                           | 2                 |
| Итальянский FIMI Singles Chart                | 3                 |
| Норвежский VG-lista Singles Chart             | 10                |
| Spanish Singles Chart                         | 10                |
| Swiss Singles Chart                           | 10                |
| UK Singles Chart                              | 3                 |
| Американский Billboard Hot 100                | 2                 |
| Американский Billboard Hot Adult Contemporary | 1                 |

| Чарт (1989)              | Позиция |
| ------------------------ | ------- |
| Australian Singles Chart | 47      |